# Харатон
Харатон (грец. Χαράτων; перша третина V століття) — цар гунів (згадується в 412 році).

## Етимологія
Омелян Пріцак вказує на тюркську етимологію імені Харатона  : походить від загальноалтайського xara / qara (турец. Kara, азерб. Qara, казах. Qara і т. д.) — чорний і tōn (казах. Ton («одяг, дублянка»), азерб. don («сукня»), крим. don («кальсони») і т. д.) — одяг, плащ, пальто. Він вказував, що в османській тюркськомій мові, don означає одяг із кінської шерсті, і що також є термін «кінь з чорною шерстю».  Пріцак пише, що таке таємниче ім'я, можливо, пов'язано з тотемізмом гунів. 

## Біографія
Єдиним джерелом, що повідомляє про Харатона, є виписки з «Історії» Олімпіодор Фіванського, зроблені для " Бібліотеки " патріарха Константинопольського Фотія Великого. Однак стислість цих заміток не дозволяє історикам точно встановити обставини правління Харатона  .
За свідченням Олімпіодора, в 412 році він був відправлений з дипломатичною місією до гунів і їх вождя Донату. Про те, хто був відправником посольства, візантійський імператор Феодосій II або західно-римський імператор Гонорій, точно невідомо. Так само невідомо, якою частиною гунської держави правив Донат: передбачається, що він міг керувати або причорноморськими, або Паннонськими землями. Олімпіодор писав, що по дорозі йому довелося здійснити морську подорож, а також пережити чимало інших небезпек. Однак незабаром після прибуття послів Донат був убитий. Докладного опису цієї події у виписках Фотія немає: згадується лише, що Донат був «підступно обдурений клятвою». У відповідь на це вбивство "перший з риксів " гунів Харатон «розпалився гнівом», і тільки дари, передані імператорськими посланцями, вирішили конфлікт. Ймовірно, вбивство Доната було інспіровано римськими послами  .
Невідомо точно, яке становище займав Харатон серед гунів під час візиту Олімпіодора. Висловлюються думки, що він міг бути співправителем Доната, міг бути його наступником на престолі, а міг бути і верховним царем гунів, у той час як Донат був підлеглим йому вождем. В останньому випадку, Харатон міг бути наступником царя Улдіна . На підставі згадки Харатона як «першого з риксів» робиться висновок про те, що він був правителем більшої частини гунської держави, можливо, першим царем, що об'єднав в 410-ті роки під своєю владою всі племена гунів, які проживали на північ від Дунаю. Про точний час і тривалість правління Харатона нічого невідомо, але передбачається, що він помер не пізніше 430 року, коли в історичних джерелах називаються імена інших царів гунів, можливо, його родичів, Октара і Руа .